# Амурские казаки

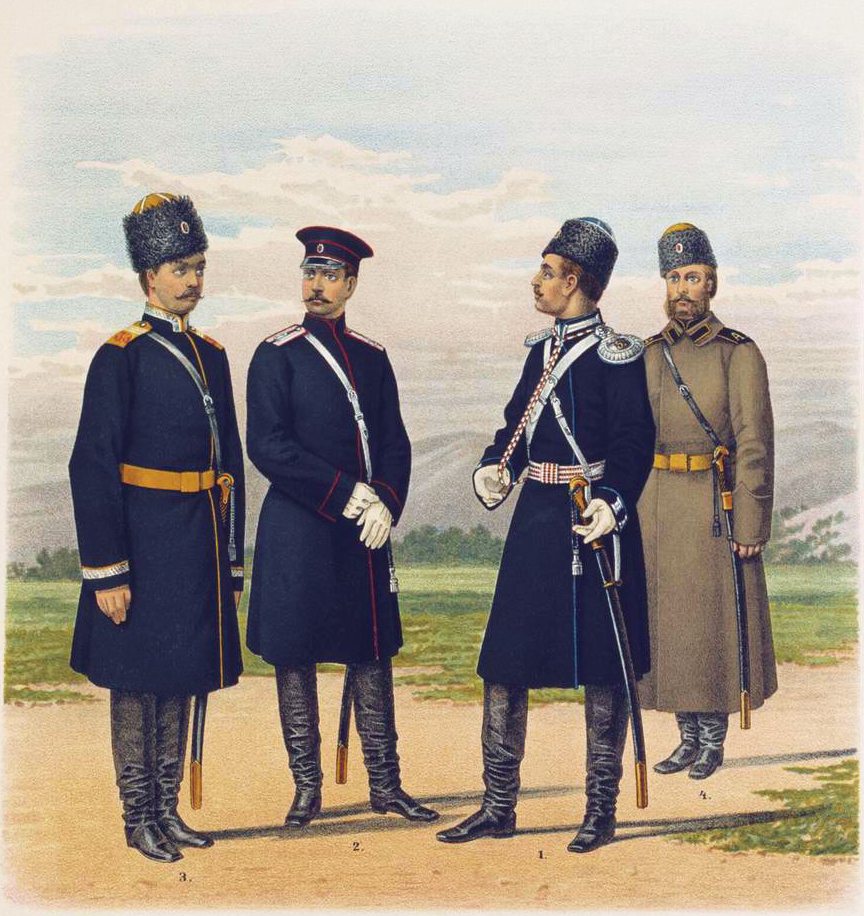
1 и 2) Обер-Офицеры: Оренбургского и Семиреченского войска, 3) Урядник Забайкальского войска и 4) Рядовой Амурского войска. 1892 г.

Амурские казаки (Амурское казачье войско) — часть казачества на Дальнем Востоке.
Старшинство с 20 августа 1655 года. Войсковой штаб — город Благовещенск с 1 февраля 1890 года.
Войсковой праздник, войсковой круг — 17 марта, день преподобного Алексия человека Божьего.

## История
Существует мнение, что историю Амурских казаков нужно вести от казаков Хабарова и основания крепости Албазин на реке Амуре в 1651 году. Однако первые представители современных Амурских казаков появились на берегах Амура в 1854 году, когда проводился первый амурский сплав силами забайкальских казаков. Датой образования Амурского казачьего войска является 29 декабря 1858 года (положение о войске было утверждено только 1 июня 1860 года).
В 1858 году в Приамурье было переселено 13879 Забайкальских казаков. Отбор производился по жребию. В 1862 году казачья община на Амуре пополнена штрафными солдатами бывшего Корпуса внутренней стражи — 2000 человек. В 1889 году станицы и поселки, расположенные по реке Уссури были выделены в Уссурийское казачье войско, а Амурские казаки получили пополнение за счет новых переселенцев: 62 семьи Забайкальских и в 1052 семьи Донских, Кубанских и Оренбургских казаков. Переселенцы получили льготы — 15 рублей на обзаведение хозяйством на одного служивого казака, в течение 2-х лет провиантское довольствие мукой, мясом, крупой и солью. На 1 января 1876 года в Амурском войске состояли 18020 душ обоего пола казаков из Забайкалья и 2344 души обоего пола штрафованных.
Первоначально Амурское казачье войско подчинялось военному губернатору Амурской и Приморской областей (с 1879 года только Амурской), а затем Приамурскому генерал-губернатору и командующему войсками Приамурского военного округа, являвшемуся войсковым наказным атаманом Амурского и Уссурийского казачьих войск. Несло службу охраны границы по рекам Амур и Уссури (с выделением в 1889 г. Уссурийского казачьего войска — только по Амуру), комплектовало созданную в 1897 году Амуро-Уссурийскую флотилию. Площадь земли Амурских казаков составляла 5,8 млн дес. (6,4 млн га), из них использовалось 0,74 млн дес. (0,81 млн га). Казачье население (120 поселений) в 1916 составляло 49,2 тыс. чел. В мирное время выставляло 1 конный полк (4 сотни) и 1 пехотный взвод, в военное — 2 конных полка (12 сотен), 1 гвардейский взвод, 5 особых и 1 запасную сотню, 1 батарею (всего 3,6 тыс. человек).
Хозяйственное положение амурских казаков первоначально было почти бедственным (особенно тем, кто был сослан в наказание). На 1 января 1876 года в войске числилось 20364 души обоего пола, причем на войске был долг в 392 098 руб. 63 коп. (из этой суммы войско признавало в качестве долга только 37 787 руб. 66 коп.). Специально созданная комиссия установила, что на 1 января 1876 года 72 % казачьего населения имели менее двух третей десятины земли на душу населения под посевом. В 1879 году правительство исключило из Амурского войска и из казачьего сословия 900 человек мужского и 282 лица женского пола, а остальным штрафованным были выделены пособия, а также списало все долги с войска. В конце XIX — начале XX веков Амурское войско пополнялось переселенцами из других казачьих войск. Например, в 1902 году в её состав были включены 90 семейств кубанских казаков (560 душ обоего пола).
В начале XX века уровень жизни амурских казаков был невысок, их хозяйства зачастую имели только по одной лошади, которая в мирное время использовалась в гражданских целях, а в военное — как кавалерийская. На 1 января 1905 года в Амурском войске числились 4318 нижних чинов и только 3626 лошадей.
Конный полк Амурских казаков в 1900 году участвовал в подавлении Ихэтуаньского восстания («Боксерского восстания») в Китае. Амурские казаки принимали участие в Русско-японской 1904—05 (выставили 1687 человек) и Первой мировой войнах.
В Революцию 1905—1907 годов позиции казаков разделились. Значительная часть войска выступила с революционными лозунгами. 15 декабря 1905 года — 21 января 1906 года в Благовещенске прошел разрешенный властями казачий съезд, делегаты которого потребовали предоставить войску одно место в Государственной думе, не привлекать казаков к полицейским операциям, отменить смертную казнь, военные суды и дисциплинарные взыскания, передать всю власть в Амурской области до созыва Учредительного собрания исполнительному комитету, оплачивать за государственный счет полное военное снаряжение казака (включая приобретение за казённые деньги боевого коня), передать земельные наделы в полную собственность казачьих поселений, запретить офицерам обыскивать имущество рядовых казаков и др. Съезд был разогнан воинскими частями, а 35 казаков отданы под суд, который приговорил 4-х из них к каторжным работам с исключением из казачьего сословия, 6 были отправлены на поселение в Сибирь с исключением из казачьего сословия, а ещё 12 казаков получили тюремные сроки.
После свержения монархии в марте 1917 года в Благовещенске прошел II Амурский казачий съезд, который потребовал установить в России демократическую республику, списать с казаков задолженность перед войсковой казной в 102812 руб., а также высказался за сохранение казачества.

## Войсковые части

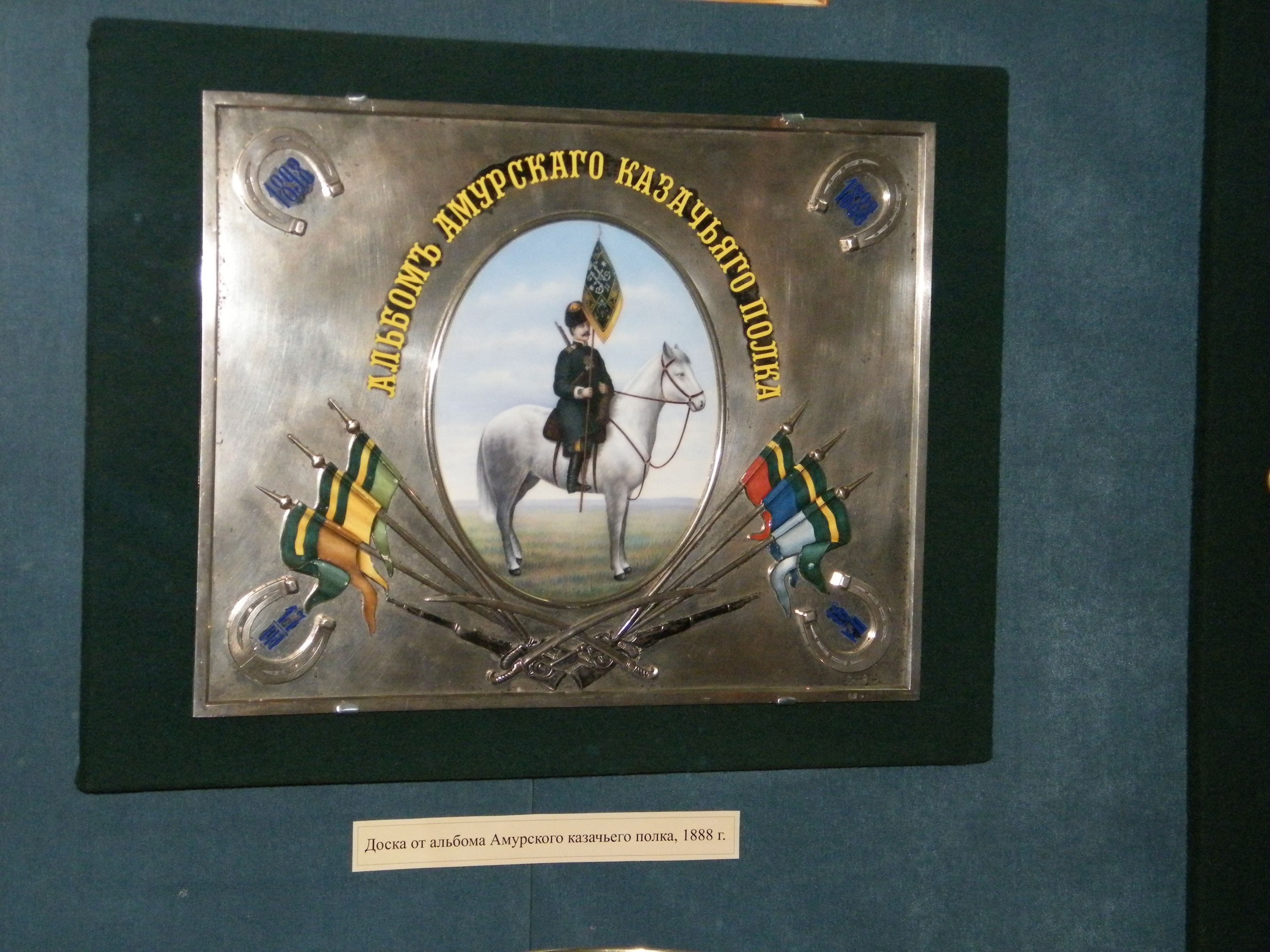
Доска от альбома Амурского казачьего полка, 1888—1898
Хабаровский краевой музей имени Н. И. Гродекова

- 1-му Амурскому генерал-адъютанта графа Муравьева-Амурского казачьему полку 6 мая 1897 года пожаловано простое знамя с тёмно-зелёным полотнищем, жёлтой каймой, серебряным шитьем. На лицевой стороне Спас Нерукотворный. Знамя имело навершие армейского образца 1857 года. Состояние идеальное. Судьба неизвестна.

- 2-му Амурскому казачьему полку 24 января 1916 года пожаловано простое знамя с тёмно-зелёным полотнищем, жёлтой каймой, серебряным шитьем. Знамя имело навершие армейского образца 1857 года. Древко чёрное. Спас Нерукотворный. Состояние идеальное. Судьба неизвестна.

- 3-й Амурский казачий полк знамени не имел.

## Гражданская война

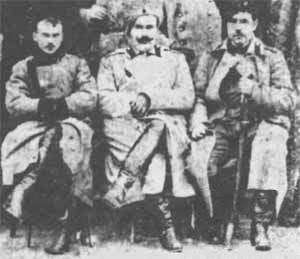
Дальневосточные атаманы:
И. М. Гамов, Г. М. Семёнов, И. П. Калмыков. 1918 г.

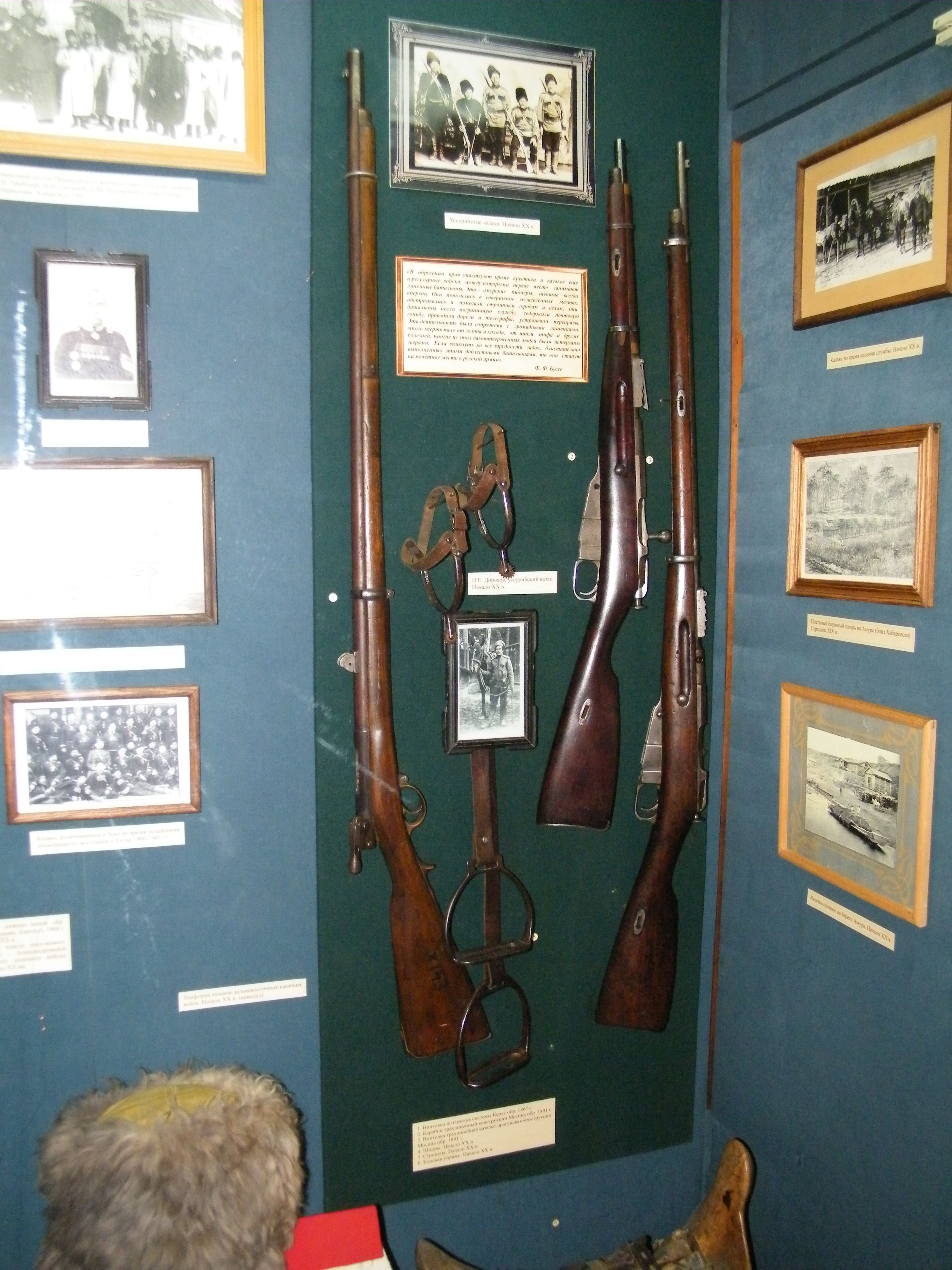
Оружие амурских и уссурийских казаков

Казаки резко отличались от других крестьян России: это было привилегированное военное сословие, которое в обмен на обязанность нести военную службу до тридцатишестилетнего возраста наделялось земельными участками в размере 30 десятин на каждого казака. Они не нуждались в новых землях, им надо было сохранить то, чем они владели. Желая прежде всего защитить свой статус и свою независимость, обеспокоенные большевистскими декларациями, клеймящими кулаков, казаки весной 1918 года присоединились к антибольшевистским силам
После установления Советской власти 25 февраля 1918 года в Благовещенске и Амурской области, в системе управления казачьего войска области продолжала действовать войсковая управа, которую возглавлял атаман амурского казачьего войска И. М. Гамов, и штаб Амурского казачьего войска.
31 марта 1918 года 5-й войсковой круг Амурского казачьего войска принял решение об упразднении войска как отдельной войсковой единицы.
В сентябре 1918 года Советская власть в Благовещенске была свергнута. Военная власть перешла войсковому правительству Амурского казачьего войска в лице войскового атамана (И. М. Гамов) и войскового штаба. Белоказаки действовали совместно с японскими интервентами. Отношение казаков к населению во время карательных экспедиций характеризуют следующие воспоминания: «Если деревня, в которую мы приходим, встречает нас хлебом-солью, то мы все же для острастки всыпаем небольшую порцию шомполов (вместо розог казаки употребляют ружейный шомпол) крестьянам по нашему выбору. Если же деревня встречает казаков без знаков внешнего почтения, то порка производится почти чуть ли не поголовно». От сотрудничества с А. В. Колчаком и отправки амурских казаков на фронт руководство Амурского казачьего войска уклонилось, этот казачий сепаратизм облегчил красным сначала победу над Колчаком, а затем и над самими казаками.
В феврале 1920 года в Благовещенске и на территории Амурской области была вновь установлена Советская власть. 25 февраля 1920 года президиум военного комиссариата Амурской области принял постановление о ликвидации штаба Амурского казачьего войска и расформировании особых казачьих сотен.
Командующий войсками Амурского казачьего войска: полковник Никитин, полковник Шемелин (с октября 1918 года). Начальник штаба: полковник Вертопрахов.
В 1924 году Амурские казаки подняли Зазейское восстание против Советской власти, после подавления которого тысячи казачьих семей переселилось в Маньчжурию.
Сегодня на Дальнем Востоке насчитывается более 15 тысяч казаков, отстаивающих свою национальную самобытность, более 200 казачьих подразделений. Однако больше половины из них не входит в государственный реестр.

## Амурские казаки в Маньчжурии
В результате Гражданской войны в России часть амурских казаков переселилась в пределы Китая. Перевалочным пунктом стал город Сахалян, но многие осели в Харбине, где появилось землячество «Амурская станица», и в районе КВЖД. Помимо Харбина, центром концентрации эмигрантского казачества стал Шанхай. Японская оккупация Маньчжурии способствовала оттоку казачьего населения из этого региона в Шанхай, где ещё в 1929 действовал «Казачий дом» (клуб). После 1945 года казаки-эмигранты переселились из Китая в Австралию (там проживают 10 тыс. потомков казаков), либо были репатриированы в СССР.

## Территориальное деление

Карта квартирного расположения войск Амурской области

Братина Амурского казачьего полка, 1868 год.
Хабаровский краевой музей имени Н. И. Гродекова
- Николаевский Станичный Округ (станица Николаевская; Волковский казачий посёлок; Грибский казачий посёлок; Гродековский казачий посёлок; Духовской казачий посёлок; Муравьёвский казачий посёлок; Куропаткинский казачий посёлок)

- Кумарский Станичный Округ (станица Кумарская; Аносовский казачий посёлок; Алексеевский казачий посёлок; Ермаковский казачий посёлок; Кузнецовский казачий посёлок; Карсаковский казачий посёлок; Ушаковский казачий посёлок; Талалинский казачий посёлок; Симоновский казачий посёлок; Кольцовский казачий посёлок; посёлок Буссевский; посёлок Ново-Кумарский; посёлок Петропавловский)

- Поярковский Станичный Окург (станица Поярковская; посёлок Димский; посёлок Золотоножский; посёлок Кавказ; посёлок Чесноковский; посёлок Ключевской; посёлок Константиновский; выселок Коврижки)

- Черняевский Станичный Округ (станица Черняева; Толбузинский Казачий Посёлок; Ольгинский Казачий Посёлок; Кузнецовский Казачий Посёлок; выселок Ермаковский; заимка Дроздова; заимка Весёлая; заимка Нижне-Ермаковская)

- Игнашинский Станичный Округ (станица Игнашинская; Сверебеевский казачий посёлок; Покровский казачий посёлок; Амазар казачий посёлок; Орловский казачий посёлок; Сгибневский казачий посёлок; Свербевский казачий посёлок)

- Албазинский Станичный Округ (станица Албазинская; посёлок Рейновский; посёлок Пермыкинский; посёлок Бейтонов; посёлок Бекетовский)

- Екатерининский Станичный Округ (станица Екатерининская; посёлок Верхне-Благовещенский; посёлок Игнатьевский; посёлок Бибиковский; посёлок Сычёвский)

- Константиновский Станичный Округ (станица Константиновская; Коврижский казачий посёлок; Ключевской казачий посёлок; Новопетровский казачий посёлок; Грязнушенский казачий посёлок; Новотроицкий казачий посёлок)

- Инокентьевский Станичный Округ (станица Инокентьевская; посёлок Скобельцинский; посёлок Сагибовский; посёлок Винниковский; посёлок Есауловский; посёлок Куприяновский; посёлок Никольский; посёлок Асташинский; посёлок Касаткинский; посёлок Михайловский; посёлок Пашковский)

- Екатерино-Никольский Станичный Округ (станица Екатерино-Никольская; посёлок Союзный; посёлок Пузино́вский; посёлок Самарский; выселок Столбовский)

- Михайло-Семёновский Станичный Округ (станица Михайло-Семёновская (село Ленинское); посёлок Бабстовский; посёлок Лазаревский; посёлок Воскресенский; поселок Венцелевский (село Венцелево); посёлок Дежнёвский; посёлок Квашнинский; посёлок Резуновский; посёлок Биджанский; посёлок Кукелевский; посёлок Степановский; выселок Луговской; выселок Забиловский; станция Петровская; посёлок Головинский; посёлок Надеждинский; посёлок Новый)

- Раддевский Станичный Округ (станица Раддевка; посёлок Старожевской; посёлок Башуровский; выселок Мариинский)

## Атаманы

Обелиск доблестным пограничникам Дальнего Востока (Хабаровск).
На левой стороне обелиска расположен барельеф с изображением казака, охраняющего границу.

### Войсковые наказные атаманы
- 20.10.1910 —9.08.1913 гг. — генерал-майор Валуев Аркадий Михайлович
- 3.12.1910 — после 15.04.1914 гг. — генерал от инфантерии Лечицкий Платон Алексеевич
- 4.09.1914-? гг. — врид. генерал-лейтенант Саввич Сергей Сергеевич

### Наказные атаманы
- Иосиф Гаврилович Баранов
- до 1.01.1885 — после 1.01.1886 гг. — генерал-майор Лазарев Пётр Степанович
- Беневский, Аркадий Семёнович
- Арсеньев, Дмитрий Гаврилович
- 1916 — ? гг. — генерал-майор Хогондоков Константин Николаевич